# Nagroda Szwedzkiego Radia za Powieść
Nagroda Szwedzkiego Radia za Powieść (szw. Sveriges Radios romanpris) – szwedzka nagroda literacka przyznawana corocznie od 1993 roku przez Szwedzkie Radio. Kwota nagrody wynosi 30 000 szwedzkich koron.

## Laureaci
- 1994 – Lars Andersson(inne języki) za Vattenorgeln
- 1995 – Carola Hansson(inne języki) za Andrej
- 1996 – Henning Mankell za Comédia infantil
- 1997 – Magnus Dahlström(inne języki) za Hem
- 1998 – Elisabeth Rynell(inne języki) za Hohaj
- 1999 – Magnus Florin(inne języki) za Syskonen
- 2000 – Beate Grimsrud(inne języki) za Jag smyger förbi en yxa
- 2001 – Agneta Pleijel za Lord Nevermore
- 2002 – Kerstin Norborg(inne języki) za Min faders hus
- 2003 – Torgny Lindgren za Pölsan
- 2004 – Christine Falkenland(inne języki) za Öde
- 2005 – Lotta Lotass za Tredje flykthastigheten
- 2006 – Eva Adolfsson za Förvandling
- 2007 – Jonas Hassen Khemiri za Montecore: en unik tiger
- 2008 – Björn Runeborg(inne języki) za Dag
- 2009 – Elsie Johansson(inne języki) za Sin ensamma kropp
- 2010 – Aris Fioretos(inne języki) za Den siste greken
- 2011 – Beate Grimsrud(inne języki) za En dåre fri
- 2012 – Kristian Lundberg(inne języki) za Och allt skall vara kärlek
- 2013 – Jonas Brun(inne języki) za Skuggland
- 2014 – Kjell Westö za Hägring 38
- 2015 – Lotta Lundberg(inne języki) za Timme noll
- 2016 – Aris Fioretos(inne języki) za Mary
- 2017 – Caterina Pascual Söderbaum(inne języki) za Den skeva platsen
- 2018 – Aleksander Motturi(inne języki) za Bröder
- 2019 – Sara Stridsberg za Kärlekens Antarktis[2]
- 2020 – Nina Wähä za Testamente[3]
- 2021 – Hanna Nordenhök(inne języki) za Caesaria
- 2022 – Jesper Larsson(inne języki) za Den dagen, den sorgen